# قفز رملي

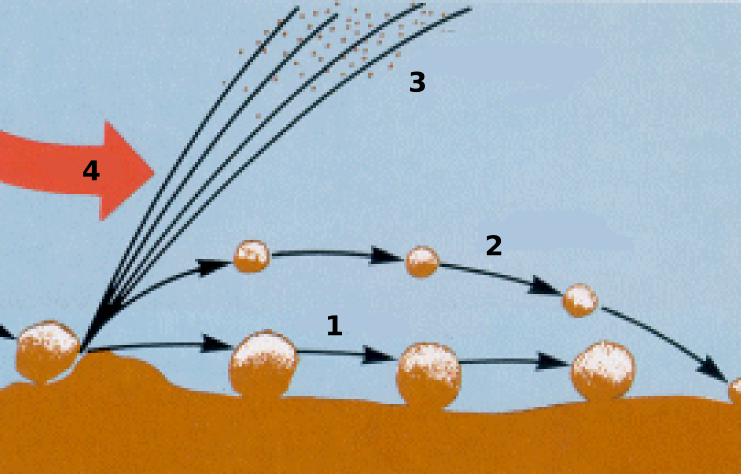
1 - تدحرج 2 - قفز 3 - تعليق 4 - إتجاه الرياح

القفز الرملي (Saltation) هو انتقال وثبي لحبات الرمل (بقطر 0.06 إلى 1 ميلليمتر) أو جسيمات الترسبات, في قعر الأنهار أو في مناطق تواجد الكثبان الرملية على البر.
لدى ارتطام حبة الرمل على الأرض تنتقل طاقتها إلى الحبات المجاورة, مما يؤدي إلى تدحرجها. يتأثر شكل القفز بقوة الرياح بالجاذبية. سرعة الانتقال ملازمة لطبيعة الأرض أو القعر. فعلى القعر الخشن تتباطئ سرعة التنقل بسبب خسائر الحف, مما يؤدي إلى نشأة تجمعات رملية صغيرة ما تلبث أن تتنامى ذاتيا لتصل مرحلة تشكل الكثبان.
عند دخول حبات الرمل في المجال المحمي من الرياح للعوائق, تفقد زخمها وتتراكم مسببة تحرك الكثبان ببطء.
ارتطام الحبات بالأرض يتسبب عند ذلك بتحرير حبيبات وجزيئات أدق من التربة. هذه الجزيئات تنقل إن كان قطرها بين 20 و 60 ميكرومتر ضمن ما يعرف بالتعليق قصير الأمد لمسافة تصل لبضعة كيلومترات. في حين أن الحبيبات الأدق (اصغر من 20 ميكرومتر) تنتقل لمسافات كبيرة كجسيمات ضمن ما يعرف بالتعليق طويل الأمد. في العواصف الرملية تسبب هذه الجسيمات تأثيرات على الفلاحة والاقتصاد والصحة.

## وصلات خارجية
- مقطع فيديو يظهر ظاهرة القفز الرملي في إحدى الصحاري على يوتيوب